# Обсерватория Мон-Мегантик
Обсерватория Мон-Мегантик — астрономическая обсерватория, основанная в 1978 году в провинции Квебек (Канада). Обсерватория основана и управляется тремя университетами: Монреальский университет, Университет Лаваля и Университет Макгилла. Является крупнейшей обсерваторией в восточной Канаде и расположена в самой высокой точке провинции Квебек — на вершине инзельберга Мон-Мегантик, до которой можно добраться на автотранспорте.
В честь обсерватории был назван астероид (4843) Mégantic, открытый в 1990 году.

## История обсерватории
Обсерватория создавалась для отработки приборов и методик наблюдений для Канадско-Франко-Гавайской обсерватории. Усилия по борьбе с местным световым загрязнением (примерно одна четверть которого связана с близлежащим городом Шербрук) привели к созданию первой в мире международной ассоциации сохранения темного неба (en:International Dark-Sky Association (IDA) en:Dark Sky preserve) вокруг обсерватории, охватывающей площадь около 5500 квадратных км (2123 квадратных миль).

## Инструменты обсерватории
- 1,6-м телескоп системы Ричи-Кретьена[2].
- ИК-тепловизор.

## Направления исследований
- Получение фотоизображений
- Спектроскопия
- Поляриметрия
- ИК-наблюдения

## Руководители обсерватории
- Рене Расин[фр.]
- сейчас[когда?] — Rene Doyon

## Известные сотрудники
- Маклейн, Стивен Гленвуд — председатель совета директоров обсерватории
- Иван Дютиль[англ.] — активно занимался созданием темной зоны вокруг обсерватории
- Хлоэ Легри[фр.]